# Onthophagus rodentium
Onthophagus rodentium là một loài bọ cánh cứng trong họ Bọ hung (Scarabaeidae).